# Davinson Monsalve
Davinson Monsalve (Puerto Claver  Antioquia, Colombia; 9 de junio de 1984) es un futbolista colombiano. Juega de Defensa.

## Clubes
| Club                 | País                | Año                 | Partidos | Goles |
| -------------------- | ------------------- | ------------------- | -------- | ----- |
| Atlético Nacional    | Colombia            | 2005                | 1        | 0     |
| Alianza Petrolera    | Colombia            | 2006                | 15       | 2     |
| Atlético Nacional    | Colombia            | 2006                | 1        | 0     |
| Atlético Bello       | Colombia            | 2007                | 11       | 1     |
| Atlético Nacional    | Colombia            | 2007 - 2008         | 1        | 0     |
| Deportes Tolima      | Colombia            | 2008 - 2016         | 189      | 13    |
| Atlético Huila       | Colombia            | 2016                | 13       | 0     |
| Atlético Bucaramanga | Colombia            | 2017                | 13       | 0     |
| Once Caldas          | Colombia            | 2017                | 17       | 1     |
| Patriotas Boyacá     | Colombia            | 2018 - 2019         | 33       | 1     |
| Total en su carrera  | Total en su carrera | Total en su carrera | 294      | 18    |

## Palmarés

### Campeonatos nacionales
| Título              | Club              | País     | Año  |
| ------------------- | ----------------- | -------- | ---- |
| Torneo Finalización | Atlético Nacional | Colombia | 2007 |
| Copa Colombia       | Deportes Tolima   | Colombia | 2014 |